# 鳳蘭 (演員)
鳳蘭（日语：／ Ōtori Ran，1946年1月22日—）是一位日本华人演員，前寶塚歌劇團星組主演男役，也是音樂劇演員。 鳳蘭出生於兵庫縣神戶市，父母親都是中華民國籍，本名為莊芝蘭。2004年，鳳蘭歸化為日本籍，改名為莊田蘭（しょうだ らん）。

## 生平
鳳蘭因受到朋友邀請，參加了寶塚音樂學校測驗，並通過了考試。，也是她第一次彈鋼琴和穿著和服。一開始先學習踢踏舞和接力棒，但是成績不佳，在40人中排名38至39名。
1964年，鳳蘭加入寶塚歌舞團，參加雪團的第一場演出“花之鄉的故事”。1965年3月20日，他被分配到星團。
1979年，鳳蘭完成星組・東京宝塚劇場公演『白夜わが愛』後，於8月31日退團。

## 家庭
1980年，鳳蘭與青梅竹馬中華民國籍醫師結婚1986年離婚。次女莊田由紀是文学座演員。

## 外部連結
- ツレづれなるままに，存于
- 株式会社鳳蘭事務所 （页面存档备份，存于）
- 鳳蘭レビューアカデミー （页面存档备份，存于） （鳳主宰、プロ育成クラスのあるバレエやダンスのスタジオ）
- 2005年のインタビュー記事 （页面存档备份，存于）